# Castell de Veciana
El castell de Veciana és un edifici de Veciana (Anoia) declarat bé cultural d'interès nacional.

## Descripció
Escasses restes prop la capella en ruïnes de Sant Miguel. Aquestes restes, que només s'endevinen a terra, se situen al costat d'una casa moderna que les separa de la capella. Era una construcció quadrada, de 8 metres de costat, i a la banda sud del mur oriental hi havia una construcció adossada que a l'interior té planta circular i a l'exterior lleugerament rectangular. Del cantó nord-est surt un mur, que fa angle i va cap a llevant. La porta era al mur meridional.

## Història
A l'inici del segle xi, el domini del castell el tenia la família Balsareny. L'any 1045 Bernat Guifré de Balsareny en el seu testament disposà que a la seva mort el castell passes a mans de la seva esposa i quan ella moris a la seu de Vic. El 1089 el bisbe de Vic, Berenguer Sunifred, el va infeudar a Guillem Ramon de Cervera. El castell passà a mans dels comtes de Barcelona i els anys 1096 i 1131, Guerau Alamany li jurà fidelitat.
Al segle xiv el rei Pere III vengué Veciana a Joan de Montbui. L'any 1392 el seu successor, Joan I, cedí el lloc de Veciana a Mateu de Calders, el qual l'incorporà a la baronia de Segur. Cap a l'any 1707 el lloc passà dels Calders als Copons, a finals de segle als Grimau i poc després passà a la família Vilallonga.